# Kamajors
Die Kamajors sind eine Gruppe von traditionellen Jägern des Stammes der Mende im Süden und Osten von Sierra Leone. Sie leben vor allem im Distrikt Bo. Kamajors, von Mende kam soh, bedeutet  „Jäger mit mystischen Kräften“.

## Jüngere Geschichte
Während des Bürgerkrieges in Sierra Leone ersetzten die Kamajors unter ihrem Stammesführer Samuel Hinga Norman 1996 nach Wunsch des amtierenden Präsidenten Ahmad Tejan Kabbah die südafrikanischen Söldnertruppen von Executive Outcomes. Die Kamajor waren Teil der Civil Defence Forces. Die mehr als 20.000 Mann starke Truppe kämpfte an der Seite der Sierra Leone Armed Forces (RSLAF). Die Kamajors wurden Teil der ECOMOG-Truppen in Sierra Leone um Ahmad Tejan Kabbah 1998 wieder an die Macht zu bringen.
1999 wurde Freetown, von den durch Charles Taylor unterstützen und durch Foday Sankoh angeführten Rebellentruppen der Revolutionary United Front zusammen mit den Übergelaufenen der Sierra Leone Armed Forces, eingenommen. Die Kamajors und die UN-Schutztruppe der ECOMOG standen diesen entgegen.
Aufgrund des äußerst brutalen Vorgehens der Kamajors, auch gegen die sierra-leonische Zivilbevölkerung, wurde ihr Anführer Samuel Hinga Norman vor dem Sondergerichtshof für Sierra Leone wegen Verbrechen gegen die Menschlichkeit angeklagt. Er verstarb vor Urteilsverkündung.
Die Kamajors haben auf der einen Seite aktiv zur Befriedung von Sierra Leone beigetragen, wurden aber aufgrund ihrer Brutalität und ihrem primären Ziel des Diamantenhandels mit Blutdiamanten vielerorts gehasst. Zudem haben sie aktiv Kindersoldaten rekrutiert. Sie wurden dennoch bei einem Großteil der Bevölkerung als Helden verehrt, da sie den Frieden zurückbrachten.